# Tournoi de tennis de Modène
Le tournoi de Modène (Italie) est un tournoi de tennis féminin du circuit professionnel WTA.
Une seule édition de cette épreuve s'est tenue à ce jour, en juillet 2005 sur terre battue, et a été remportée par Anna Smashnova en simple.

## Palmarès

### Simple
| No | Date       | Nom et lieu du tournoi    | Catégorie | Dotation  | Surface      | Vainqueure     | Finaliste       | Score    |         |
| -- | ---------- | ------------------------- | --------- | --------- | ------------ | -------------- | --------------- | -------- | ------- |
| 1  | 11-07-2005 | Internazionali di, Modena | Tier IV   | 140 000 $ | Terre (ext.) | Anna Smashnova | Tathiana Garbin | 6-6, ab. | Tableau |

### Double
| No | Date       | Nom et lieu du tournoi   | Catégorie | Dotation  | Surface      | Vainqueures                             | Finalistes                              | Score    |         |
| -- | ---------- | ------------------------ | --------- | --------- | ------------ | --------------------------------------- | --------------------------------------- | -------- | ------- |
| 1  | 11-07-2005 | Internazionali di Modena | Tier IV   | 140 000 $ | Terre (ext.) | Yuliya Beygelzimer Mervana Jugić-Salkić | Gabriela Navrátilová Michaela Paštiková | 6-2, 6-0 | Tableau |